# آندرش اوکلاند
آندرش اوکلاند (انگلیسی: Anders Aukland؛ زادهٔ ۱۲ سپتامبر ۱۹۷۲) اسکی‌باز صحرانوردی اهل نروژ بود.